# Toxopneustes
Toxopneustes is een geslacht van zee-egels, en het typegeslacht van de familie Toxopneustidae.

## Soorten
- Toxopneustes elegans Döderlein, 1885
- Toxopneustes maculatus (Lamarck, 1816)
- Toxopneustes pileolus (Lamarck, 1816)
- Toxopneustes roseus (A. Agassiz, 1863)